# Ratpenat d'esquena nua de les Cèlebes
El ratpenat d'esquena nua de les Cèlebes (Dobsonia exoleta) és una espècie de ratpenat endèmica d'Indonèsia.